# Aaron Jarosław
Aaron Jarosław (* wirksam im 18. Jahrhundert) war ein polnischer jüdischer Exeget. Er war einer der Erklärer, der sogenannten Biuristen, der Mendelssohnschen Bibelübersetzung.
Jarosław war in den frühen 1780er Jahren Lehrer im Hause von Moses Mendelssohn. Anschließend wirkte er als Lehrer in Lemberg. Sein Kommentar zum Buch Numeri erschien in der ersten Ausgabe von Mendelssohns Pentateuch (Netibot ha-Shalom, Berlin, 1783) und wurde in alle nachfolgenden Ausgaben übernommen. Er veröffentlichte die dritte Ausgabe von Moses Maimonides Millot ha-Higgayon (Abhandlung über die Logik) zusammen mit Moses Mendelssohns hebräischem Kommentar (Berlin, 1784).